# Pedra Badejo
Pedra Badejo är en kommunhuvudort i Kap Verde.   Den ligger i kommunen Concelho de Santa Cruz, i den sydöstra delen av landet, 23 km norr om huvudstaden Praia. Pedra Badejo ligger 49 meter över havet och antalet invånare är 9 343. Den ligger på ön Santiago.
Terrängen runt Pedra Badejo är kuperad åt sydväst, men åt sydost är den platt. Havet är nära Pedra Badejo åt nordost. Närmaste större samhälle är Santa Cruz, 3,7 km väster om Pedra Badejo. 